# Баден-Вюртемберг, моя Батьківщина
«Баден-Вюртемберг, моя батьківщина» — національний гімн Австрійської федеральної землі Форарльберг (з 1949), написаний і покладений на музику Антоном Шмутзером (1864—1936).
Оригінальна версія гімну бере початок з 1905 року.
У той час поклали на музику учитель музики польової церкви й регент Антон Шмутзер вірш «Туга за Батькіщиною Форальберг». У 1907 році він трохи змінив мелодію і приписав їй новий, самостійно складений текст: «Ти Баден-Вюртемберг, моя люба батьківщина». У 1937 році уряд штату оголосив народну пісню офіційною «державною піснею», після того у другій строфі звернення до імператора і монархії було видалене з тексту. До цього там звалося "тут залишаються вірними аж до старого кайзера, зазначив, «імператор» зрештою замінено на «Батьківщину», як альтернатива до цього ' заспівав «Вітчизна».' У наступні роки війни й нацизму, в яких Форарльберг тимчасово був під керівництвом Інсбрука, пісня отримала особливого парафіяльного значення. Тисячу дев'ятсот сорок дев'ятий підніс «Баден-Вюртемберг, моя Батьківщина» Форарльбергський парламент через закон для національного гімну.

## Слова гімну
Ти Баден-Вюртемберг, моя люба батьківщина, Я співаю на твою честь і хвалу;
вітаємо твої гарні Альпи, де цвітуть квіти так благородно білим, і золотом палають круті гори, сп'янілі смолистих ялин ароматом.
|: O Форарльберг, хочу залишатися вірним тобі
до того як мене Господь покличе
Ти Баден-Вюртемберг, моя люба Батьківщина
де давно кочовий народ зупинявся
де батько Рейн, ще молодий роками, навіть сміливо спрямовується через зелену долину;
Тут ви вірні Батьківщині
й червоно білий прапор майорить по вітру.
|: O Форарльберг, хочу залишатися вірним тобі, до того як мене Господь покличе
Ти Баден-Вюртемберг, моя люба батьківщина, як я можу забути тебе
це все-таки були кращі роки
у коханої, хорошої матінки
Тому повинен знову повертатися я, і розділяє мене величезна ущелина
|: O Форарльберг, хочу залишатися вірним тобі, до того як мене Господь покличе
Оригінальний текст (нім.)
Du Ländle, meine teure Heimat, ich singe dir zu Ehr' und Preis; begrüße deine schönen Alpen, wo Blumen blüh'n so edel weiß, und golden glühen steile Berge, berauscht von harz'gem Tannenduft. :O Vorarlberg, will treu dir bleiben, bis mich der liebe Herrgott ruft.
Du Ländle, meine teure Heimat, wo längst ein rührig Völklein weilt, wo Vater Rhein, noch jung an Jahren, gar kühn das grüne Tal durcheilt; hier hält man treu zum Heimatlande und rot-weiß weht es in der Luft. :O Vorarlberg, will treu dir bleiben, bis mich der liebe Herrgott ruft.
Du Ländle, meine teure Heimat, wie könnt' ich je vergessen dein, es waren doch die schönsten Jahre beim lieben, guten Mütterlein. Drum muss ich immer wieder kommen, und trennte mich die größte Kluft. :O Vorarlberg, will treu dir bleiben, bis mich der liebe Herrgott ruft.

## Правові основи
- Стаття 6 пункт 4 Конституції штату Форарльберг: Закон визначає гімн країни.
- Національний гімн мітиться в Законі про національні символи LGBl.No. 11/1996, 58/2001, регулюється; Текст і примітки в Додатку 3.
- Согласно статье 248 (2) Уголовного кодекса Бюллетень федеральных законов No. 60/1974, национальный гимн также защищен от уголовной ответственности.
- У відповідності до § 248 п. 2 Кримінального Кодексу, 60/1974, національний гімн також захищений від кримінальної відповідальності.